# Bakteriocyny
Bakteriocyny – substancje toksyczne o charakterze białkowym wytwarzane przez liczne bakterie Gram- oraz Gram+, zdolne do zahamowania wzrostu organizmów pokrewnych, lub nawet do ich zabicia, są one kodowane przez plazmidy bakteriocynogenne oraz DNA chromosomalne. Bakteriocyny syntetyzowane są w rybosomach.
Bakteriocyny izolowane z:
- E. coli – kolicyny
- Pseudomonas aeruginosa – piocyny
- Bacillus megaterium – megacyny
- Serratia sp. – marcescyny
- Proteus – proteocyny, proticyny
- bakterii fermentacji mlekowej – laktocyny
  - Lactococcus lactis subsp. lactis – nizyna
  - Lactobacillus brevis – laktobrewina
  - Lactobacillus plantarum – laktolina
  - Lactobacillus bulgaricus – bulgarikan
  - Lactobacillus acidofilus – acidofilina

Plazmidy kodujące różne rodzaje kolicyny oznacza się symbolem Col, np. ColE1, ColV.
Od antybiotyków różni je bardziej „swoiste” działanie. Zwykle hamują one wzrost niewielkiej liczby gatunków, podczas gdy antybiotyki niszczą wiele grup bakterii.

## Historia
Bakteriocyny zostały odkryte w 1925 r. przez belgijskiego mikrobiologa Andre Gratia i nazwane principle V – czynnik wirulencji. Lwoff wprowadził dwa pojęcia:
- bakteriocynogenotypia – zdolność do wytwarzania bakteriocyn
- bakteriocynotypia – sprawdzanie wrażliwości nieznanych szczepów na zestaw wzorcowy bakteriocyn

Bakteriocyny były dzielone na grupy:
- nieupostaciowane – białka nie osadzające się podczas zwykłego wirowania
- upostaciowane – zdolne do sedymentacji

## Klasyfikacja bakteriocyn[2]

### Bakteriocyny bakterii Gram +

#### Klasa I
Lantybiotyki (lanthionine containing antibiotics) – termostabilne, policykliczne peptydy o masie cząsteczkowej mniej niż 5 kDa, zawierają w swej budowie nietypowe aminokwasy: lantionina, 3-metylolantionina, dehydroalanina, kwas dehydrobutylowy
- Lantybiotyki typu A – wydłużone, elastyczne cząsteczki, których działanie opiera się na tworzeniu porów w błonie cytoplazmatycznej wrażliwych komórek bakteryjnych.
- Lantybiotyki typu B – sztywne, globularne cząsteczki o zróżnicowanym mechanizmie aktywności. Najlepiej poznaną jest nizyna (Lactococcus lactis), która działa bakteriobójczo na Staphylococcus aureus, Listeria monocytogenes, zapobiega rozwojowi przetrwalników, hamuje rozwój komórek wegetatywnych Bacillus, Clostridium[2][1].

#### Klasa II
Bakteriocyny nielantybiotykowe – termostabilne białka o masie poniżej 10 kDa, podzielone na 4 podklasy.
- II A – Bakteriocyny pediocynopodobne – posiadają silną aktywność wobec Listeria ssp
- II B – Bakteriocyny dwupeptydowe – aby osiągnęły aktywność bakteriobójczą wymagane jest jednoczesne działanie obu peptydów.
- II C – Bakteriocyny sec-zależne – wydzielane są przy pomocy białek sec.
- II D – Bakteriocyny odbiegające budową, mechanizmem działania i sekrecji od poprzednich[2]

#### Klasa III
Bakteriocyny wysokocząsteczkowe – produkowane głównie przez Lactobacillus i Enterococcus, są inaktywowane termicznie.

#### Klasa IV
Kompleksy białkowo – lipidowe i białkowo – węglowodanowe – do uzyskania pełnej aktywności wymagają obecności części lipidowej lub węglowodanowej w cząsteczce.

### Bakteriocyny bakterii Gram –

#### Kolicyny
Najlepiej poznanymi bakteriocynami są te wytwarzane przez E. coli – kolicyny. Kolicyna wiąże się swoiście z receptorem umieszczonym w błonie zewnętrznej bakterii, a następnie jest wprowadzana poprzez błonę zewnętrzną i wewnętrzną do cytoplazmy – w transporcie do komórki biorą udział dwie grupy białek – Ton System oraz Tol System.
- niektóre kolicyny tworzą w błonie cytoplazmatycznej wrażliwej komórki kanały, które powodują obniżenie potencjału elektrochemicznego, np. poprzez tworzenie kanałów półprzepuszczalnych dla jonów potasu (kolicyna A)
- Inne kolicyny mają działanie hydrolityczne wobec DNA, podobne do działania endonukleaz.
- Pewna grupa kolicyn hamuje syntezę kwasu rybonukleinowego RNA
- Kolicyna M – blokuje syntezę peptydoglikanu i LPS

Najlepiej poznanym plazmidem E. coli kodującym kolicynę jest Col E1, który został w pełni zsekwencjonowany. Kaseta kolicynowa obejmuje geny:
- cea – koduje kolicynę
- imm – determinuje białko nadające swoistość antygenową
- kil (H) – koduje białko lityczne uwalniające kolicynę z komórki[4][2]

Cechą charakterystyczną jest to, że wytwarzanie kolicyny jest zabójcze dla producenta, uwolnienie produktu genu cea przy współudziale produktu genu kil powoduje lizę komórki. Cały system jest jednak w stanie nieaktywnym poprzez działanie białka LexA. Poza tym, komórki aktualnie nie produkujące kolicyny są chronione przez produkt genu imm.

#### Mikrocyny
Syntetyzowane przez Enterobacteriaceae, niskocząsteczkowe peptydy, synteza nie jest śmiertelna dla producenta. Podzielone na 2 podklasy:
- peptydy o masie mniejszej niż 5 kDa – modyfikowane potranslacyjnie, atakują struktury wewnątrzkomórkowe
- peptydy o masie cząsteczkowej od 7 – 10 kDa – nie modyfikowane potranslacyjnie, działają poprzez uszkodzenie błony komórkowej[1][2]

## Właściwości
Bakteriocyny wytwarzane są przez bakterie w sposób ciągły, w niewielkich ilościach. Wzmożenie ich syntezy można osiągnąć poprzez działanie promieni UV oraz mitomycyną C.
Bakteriocyny są bardzo silne biologicznie – przyjmuje się, że jedna cząsteczka zabija jedną wrażliwą komórkę bakteryjną.
Działanie bakteriocyn warunkuje obecność w ścianie komórkowej szczepów wrażliwych odpowiednich receptorów, które zdolne są do ich wiązania, niektóre bakteriocyny muszą przeniknąć przez błonę zewnętrzną bakterii Gram -, aby związać się z ich błoną komórkową.

## Mechanizm działania niektórych bakteriocyn[2]
| Bakteriocyna       | Szczep produkujący                       | Działanie                                                                          |
| ------------------ | ---------------------------------------- | ---------------------------------------------------------------------------------- |
| Diplokokcyna       | Lactococcus lactis subsp cremoris 346    | zahamowanie syntezy DNA, RNA, ograniczenie syntezy białek                          |
| laktostrepcyna 5   | Lactococcus lactis subsp. lactis         | wypływ jonów, zakłócenie transportu urydyny, zahamowanie syntezy DNA, RNA i białek |
| nizyna             | Szczepy Lactococcus lactis subsp. lactis | zaburzenie potencjału membranowego, wypływ aminokwasów, kationów                   |
| pediocyna AcH      | Pediococcus acidilactici H               | zahamowanie syntezy ATP, osłabienie systemów transportu                            |
| laktocyna 27       | Lactobacillus helvelicus 481             | wypływ jonów potasowych, napływ jonów sodowych                                     |
| leukonocyna S      | Leuconostoc mesenteroides OX             | obniżenie siły protonomotorycznej                                                  |
| bawarycyna MN      | Lactobacillus bavaricus MN               | zakłócenie potencjału membranowego, wypływ karboksyfluoresceiny                    |
| mezenterycyna Y105 | Leuconostoc mesenteroides                | zakłócenie potencjału membranowego, wyciek aminokwasów                             |
| plantarycyna EF    | Lactobacillus plantarum                  | zakłócenie potencjału membranowego, zakłócenie gradientu pH, wyciek kationów       |
| laktokokcyna G     | Lactococcus lactis LMG2081               | zakłócenie potencjału membranowego, zahamowanie syntezy ATP                        |
| plantarycyna JK    | Lactobacillus plantarum                  | zakłócenie potencjału membranowego, zakłócenie gradientu pH, wyciek anionów        |

## Zastosowanie
Ze względu na swoje właściwości antybakteryjne bakteriocyny mogą być wykorzystywane jako naturalne konserwanty żywności – na chwilę obecną jedyną bakteriocyną stosowaną w technologii żywności, już od 30 lat jest nizyna. Substancja ta uzyskała status GRAS – generally recognized as safe i jest stosowana w około 50 krajach jako naturalny konserwant – oznaczona jest jako E 234. Wykorzystywana jest przy produkcji serów dojrzewających, niektórych deserów, bitej śmietany, serka mascarpone.